# Franco Pacini

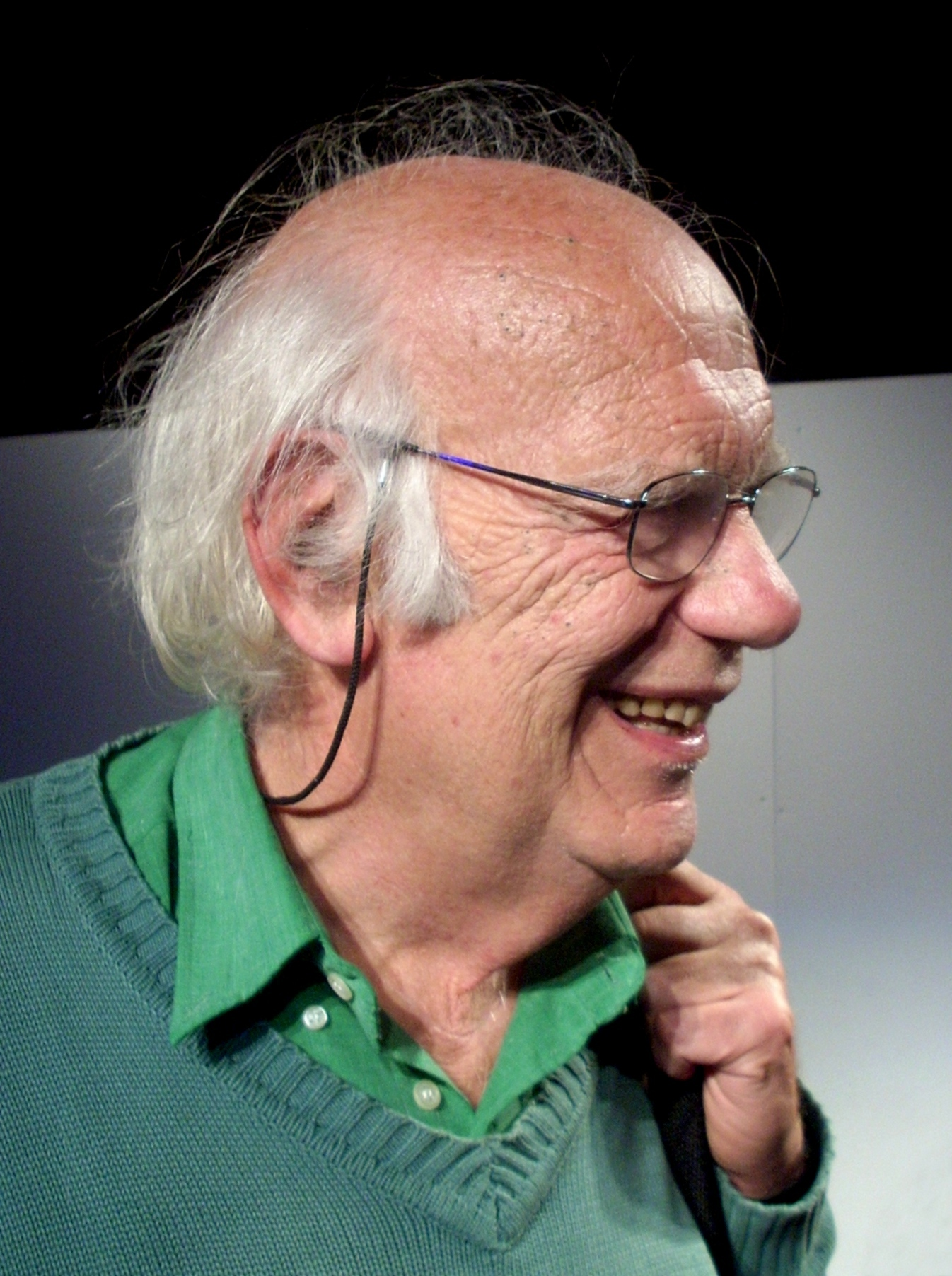

Franco Pacini (ur. 10 maja 1939 we Florencji, zm. 26 stycznia 2012 tamże) – włoski astronom.

## Życiorys
Studiował fizykę na Uniwersytecie w Pizie oraz na La Sapienza, którą ukończył w 1964. W latach 1966–1973 przebywał w Stanach Zjednoczonych, pracował na Cornell University, a potem w Institute of Space Astrophysics of the National Research Council, zajmując się fizyką wysokich energii. W 1967 opublikował hipotezę zakładającą, że gwiazdy neutronowe z silnym polem magnetycznym mogą wytwarzać duży strumień cząstek relatywistycznych. Odkrycie pulsarów potwierdziło słuszność jego założeń. 
W 1975 Pacini, wraz z Martinem Harwitem podjęli próbę wyjaśnienia promieniowania w zakresie podczerwieni, emitowanego przez niektóre galaktyki, tłumacząc je intensywnym procesem tworzenia nowych gwiazd. 
Od 1975 współpracował z Europejskim Obserwatorium Południowym. W 1978 został profesorem astrofizyki na Uniwersytecie we Florencji (Università degli Studi di Firenze) oraz dyrektorem Obserwatorium Arcetri. 
Od 2001 do 2003 piastował stanowisko prezydenta Międzynarodowej Unii Astronomicznej.
Jego imieniem została nazwana planetoida (25601) Francopacini.